# Stevie Ray Vaughan
Stephen „Stevie“ Ray Vaughan (* 3. Oktober 1954 in Dallas, Texas; † 27. August 1990 in East Troy, Wisconsin), auch bekannt unter dem Kürzel SRV, war ein US-amerikanischer Blues- und Bluesrock-Gitarrist bzw. -Musiker, der in einer Reihe mit einflussreichen Gitarristen wie Jimi Hendrix oder Eric Clapton genannt wird. So setzte ihn etwa das angesehene Musikmagazin Rolling Stone auf Rang 12 der besten Gitarristen der Musikgeschichte. Er war maßgeblich daran beteiligt, dass in den 1980er Jahren (und weit darüber hinaus) das Interesse für den Blues wiederbelebt wurde.

## Leben
Stevie Ray Vaughan wurde als zweiter Sohn von Martha und Jimmie Lee Vaughan in Dallas, Texas geboren und begann 1963 unter dem Einfluss seines älteren Bruders Jimmie wie dieser ebenfalls Gitarre zu spielen. Mit 17 Jahren brach Vaughan die Schule ab und übersiedelte im Frühjahr 1972 mit seiner Band Blackbird nach Austin, Texas, wo sein Bruder bereits seit 1969 lebte. In Austin war neben der Country- auch eine Bluesszene entstanden, in der beide Vaughan-Brüder aktiv waren, Stevie zunächst mit seiner Band Blackbird und dann in den lokalen Bands Crackerjack, Nightcrawlers und Cobras. 1977 gründete Vaughan mit W. C. Clark und Sängerin Lou Ann Barton die Band Triple Threat Revue, aus der 1979 die Nachfolgeband Double Trouble hervorging. 1982 spielte Double Trouble (nun in der Besetzung Tommy Shannon – b, Chris Layton – dr) bei einer privaten Party der Rolling Stones im Club Danceteria in New York.
1982 wurde Vaughan eingeladen, auf dem Jazz-Festival in Montreux zu spielen, wodurch er seinen Durchbruch erreichte. Jerry Wexler war für diesen Schritt verantwortlich, der die Band in einem Club in Austin, Texas gehört hatte. David Bowie hörte ihn in Montreux erstmals und engagierte ihn für sein Album Let’s Dance und für die dazugehörige Serious Moonlight Tour. Jedoch verließ Vaughan die Tourband schon während der Proben für die Tour, wohl um sich eigenen Projekten zu widmen.
Jackson Browne hatte Stevie ebenfalls in Montreux gehört und ihm angeboten, bei Gelegenheit sein Aufnahmestudio kostenlos nutzen zu dürfen.
Dort nahmen Vaughan und Double Trouble im November 1982 in wenigen Tagen ihr erstes Album Texas Flood auf. John Hammond, der maßgeblich an der Entdeckung von Charlie Christian, Billie Holiday, Aretha Franklin, Bob Dylan u. a. beteiligt gewesen war, hörte Live-Aufnahmen der Band und verschaffte ihr den ersten Plattenvertrag bei Epic. Das Album Texas Flood verkaufte sich gut. Das zweite Album Couldn’t Stand the Weather (1984) war sogar noch erfolgreicher. 1985 kam Keyboardspieler Reese Wynans zum Lineup der Band hinzu, mit dem das dritte Album aufgenommen wurde, Soul To Soul. Vaughans Drogen- und Alkoholkonsum wurde mit zunehmendem Erfolg exzessiver. 1986 musste eine Tournee nach einem Zusammenbruch Vaughans in Deutschland vorzeitig abgebrochen werden. Im selben Jahr erschien dennoch das Doppel-Live-Album Live Alive. Dem Entzug folgte das fünfte Album In Step, das laut Vaughans sein erstes war, das ohne den Einfluss von Drogen zustande kam. Für In Step erhielt Vaughan einen Grammy. Mit „In Step“ sind die Stufen (engl. Steps) gemeint, die nötig sind, um die Sucht zu überwinden. Die Veröffentlichung des Albums Family Style mit seinem Bruder Jimmie Vaughan erlebte er nicht mehr. Das Album The Sky Is Crying wurde von Jimmie Vaughan aus Aufnahmen verschiedener Perioden zusammengestellt.

## Stil
Sein Stil war geprägt von afroamerikanischen Bluesmusikern, insbesondere Albert King, aber auch von zwei weiteren „Kings“: B. B. King und Vaughans texanischem Landsmann Freddie King. Außerdem nennt Vaughan den Texaner Albert Collins sowie Otis Rush und Buddy Guy als Inspirationsquellen. Zu seinen frühesten Einflüssen zählen der weiße Rockgitarrist Lonnie Mack, der in den 1960er Jahren einige Instrumentalhits wie Memphis oder Wham! in den amerikanischen Hitparaden platzieren konnte. Dessen Titel Chicken Pickin’ regte Vaughan zu seinem eigenen Scuttle-Buttin’ an, ebenso wie Stevies älterer Bruder Jimmie Vaughan. Er zählte auch Jazzgitarristen wie Kenny Burrell und Wes Montgomery zu seinen Vorbildern. Doch sein wichtigster Einfluss blieb Jimi Hendrix.
Vaughan arbeitete fast ausschließlich mit traditionellem Rock-’n’-Roll-Equipment der 1950er und frühen 1960er Jahre, erweitert um die „psychedelischen“ (analogen) Effekte der Hendrix-Ära. Sein unverwechselbarer, zugleich klarer und „fetter“ Ton war geprägt von übersteuerten alten Fender-Röhrenverstärkern und Gitarren mit Single Coil Tonabnehmern. Im Zusammenhang mit den dicken Gitarrensaiten, die er aufzog und die er – wie vor ihm Jimi Hendrix – tiefer stimmte, ermöglichte ihm dies ein extrem dynamisches, ausdrucksstarkes Spiel, das bei allen Graden der Verzerrung immer noch „akustische“ Qualitäten hatte. Er spielte mit seiner (bis auf reine Solopassagen) eher wenig verzerrten Gitarre einen hart angeschlagenen Mix aus Solo und Rhythmus, kombinierte durchgeschlagene Akkorde mit komplexen, technisch anspruchsvollen Läufen, wechselte manchmal taktweise zwischen beiden hin und her. Charakteristisch für sein Solospiel sind an B.B. King und vor allem an Albert King orientierte starke bendings (aus der ursprünglichen Stimmung gezogene Saiten), um mit teils minimalen, fein abgestuften Tonhöhenverschiebungen dramatische Effekte zu erzielen. Aus einem begrenzten Vokabular an Bluesphrasen erzeugte er flüssig beliebig viele Variationen, was ihm die Anerkennung und Bewunderung zahlreicher, gerade auch afroamerikanischer Bluesgrößen einbrachte, auf deren Urteil und Anerkennung er großen Wert legte. Er selbst nannte seine Musik lieber Rhythm&Blues als Bluesrock, war stets um einen „schwarzen“ Sound und Musikstil bemüht und bekannte sich ausdrücklich zu seinen afroamerikanischen Vorbildern.
Zu einer Zeit, in der digitale Synthesizer und Drummachines in, längere Gitarrensoli dagegen out waren, bedeutete Vaughans Musikstil eine Rückkehr zum Ursprung, zum Blues. Damit wurde Vaughan zum Initiator des Blues-Revivals der 1980er Jahre. Ganze Generationen von Gitarristen haben sich in seiner Nachfolge wieder bluesorientierten Spielweisen und Sounds zugewendet (u. a. Kenny Wayne Shepherd, John Mayer, Philip Sayce).

## Equipment

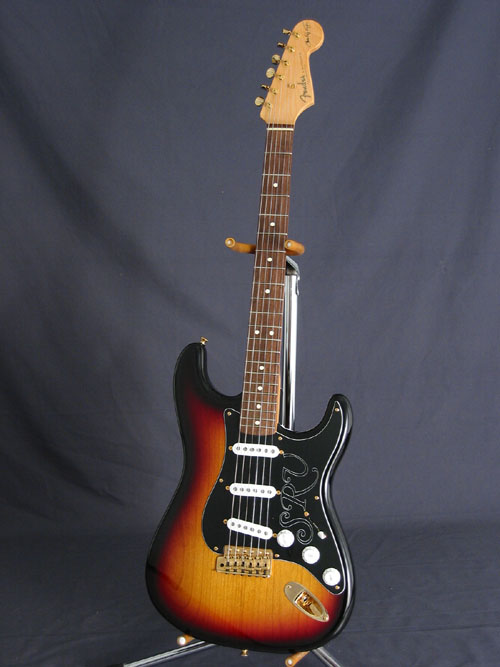
Stevie Ray Vaughan Signature Stratocaster von Fender

Wie sein Stil widersprach auch Vaughans Equipment dem in den frühen 1980er Jahren üblichen Trend: Seine Standardgitarre war eine abgenutzte Fender Stratocaster, genannt Number One. Stevie sah die Gitarre 1973 in Ray Hennig’s Heart Of Texas Music Shop in Austin, Texas. Nach eigener Aussage wusste er bereits bevor er sie getestet hatte, dass er sie gegen seine 1963er Stratocaster eintauschen wollte, die er 1969 gekauft hatte. „Number One“ hatte zuvor Christopher Cross gehört. Abgesehen von der starken Abnutzung der Lackierung, die sich durch Vaughans brachialen Live-Einsatz seiner Hauptgitarre noch verstärkte, zeichnete sich die Gitarre durch ein kräftiges Halsprofil und ein eher dunkles Timbre aus. Das Griffbrett aus gewölbtem Palisanderfurnier war nachträglich mit den höchsten verfügbaren Jumbo-Bünden ausgestattet worden. Die Gitarre hatte in Vaughans Setup eine sehr hohe Saitenlage, um freies Ausklingen der Saiten zu ermöglichen. Laut Fender Custom Shop ist der Hals von 1962 und der Body von 1963. Die Tonabnehmer tragen auf der Rückseite ein handgeschriebenes Datum von 1959. Deshalb bezeichnete Stevie seine „Number-One“-Gitarre in Interviews auch regelmäßig als eine 1959er Fender Stratocaster. Weitere Modifikationen bestanden in der Installation eines Fünfwegschalters für die Pickupwahl (anstelle des ursprünglichen Dreiwegschalters), eines schwarzen Schlagbretts anstelle des weißen, vergoldeter Hardware anstelle der verchromten / vernickelten, sowie eines Linkshändervibratos, das Vaughan einbaute, obwohl er rechtshändig spielte. Rene Martinez, Vaughans Gitarrentechniker ab 1985, baute außerdem eine zuschaltbare Luftspule (dummy coil) ein, die dazu diente, das für Single Coil Tonabnehmer typische Einstreubrummen zu unterdrücken.
Number One war nach etlichen Reparaturen sowie einem Unfall infolge eines herabstürzenden Bühnenteils kurz vor Vaughans Tod im Juli 1990 auf seine Bitte noch einmal von Rene Martinez mit einem neuen Hals versehen worden. Die Gitarre befindet sich jetzt (wieder mit dem ursprünglichen Hals) im Besitz seines Bruders, Jimmie Vaughan. Seit 1992 wird von der Firma Fender eine an „Number One“ angelehnte Signature-Stratocaster produziert (s. Abbildung), deren Prototyp Stevie Ray Vaughan selbst 1990 noch gespielt hat. Dieses Gitarrenmodell gehört zu den gut verkauften Fender-Modellen innerhalb der Signature-Reihe.
Vaughan spielte in der Frühzeit von Double Trouble meist zwei Fender Vibroverbs mit jeweils einem 15-Zoll-Lautsprecher sowie einen Marshall 4140 Club and Country 2×12 Verstärker mit 100 Watt für unverzerrte Sounds. Später benutzte er zusätzlich zu den Vibroverbs zwei Fender Super Reverbs mit jeweils vier 10-Zoll-Lautsprechern. In seinem Bühnensetup lief ein Vibroverb über ein Fender Vibratone (Lautsprecher mit rotierender Trommel nach Art eines Leslie Cabinets). Für das Album Texas Flood nutzte Vaughan allerdings vornehmlich den Dumble-Amp von Jackson Browne, in dessen Studio diese LP aufgenommen wurde. Von da an gehörten neben den Super Reverbs und Vibroverbs auch ein bis zwei Dumble Verstärker sowie ein Marshall Major 200W Verstärker (jeweils mit einer Dumble 4x12 Box) zu seinem Live-Equipment. Kurz vor seinem Tod stand er laut der Zeitschrift Guitar Player mit Michael Soldano in Verbindung, um einen Soldano SLO-100 Amp in sein Setup aufzunehmen.
Vor den Verstärkern benutzte Vaughan in der Regel die folgenden Bodeneffekte: ein Wahwah-Pedal (meist ein Vox Wah aus den 1960ern), ein oder zwei Ibanez Tubescreamer (jeweils das aktuelle Modell: TS-808, später TS-9, zuletzt TS-10 classic.) Später kamen regelmäßig noch ein Fuzz Face (von Dallas Arbiter) und ein Octavia (von Roger Mayer oder Tycobrahe) hinzu. Zeitweise setzte er auch ein Univox Uni-Vibe mit angeschlossenem Expression Pedal ein.
Nicht unerheblich zum SRV-Sound trug bei, dass er dickere Saiten als üblich nutzte, häufig gauges .013 – .015 – .019p – .028 – .038 – .058 und diese einen Halbton tiefer stimmte.

## Tod
Am 27. August 1990 kam Stevie Ray Vaughan mit 35 Jahren bei einem Hubschrauberabsturz um 0:40 Uhr auf dem Weg nach Chicago ums Leben. Nach einem gemeinsamen Konzert mit Jimmie Vaughan, Robert Cray, Buddy Guy und Eric Clapton auf Claptons Journeyman World Tour im Alpine Valley Music Theatre in East Troy, Wisconsin, bestieg er kurz entschlossen den Bell 206 Hubschrauber, in dem noch ein Platz frei war. Dieser stürzte kurz nach dem Start in hügeligem Gelände ab, wobei Nebel eine Rolle spielte. Neben Vaughan starben bei diesem Unglück auch der Pilot und drei Crewmitglieder von Clapton.

## Ehrungen
1991 wurde der 3. Oktober für den Staat Texas zum „Stevie Ray Vaughan Day“ erklärt. 1994 hat die Stadt Austin, Texas, eine Stevie Ray Vaughan Memorial Statue im Auditorium Shores Park am Lady Bird Lake aufstellen lassen. Vaughan wurde im Jahr 2000 in die Blues Hall of Fame aufgenommen. Die Leser der Zeitschrift Guitar World wählten Vaughan auf den 8. Platz einer Liste der 100 besten Gitarristen, die Zeitschrift Rolling Stone sieht ihn auf Platz zwölf der 100 größten Gitarristen aller Zeiten. Auf einer Liste des Magazins aus dem Jahr 2003 hatte er Rang sieben belegt. 2014 wurden Vaughan und Double Trouble in die Musicians Hall of Fame aufgenommen. Im April 2015 ist SRV in die Rock ’n’ Roll Hall of Fame aufgenommen worden. Vaughan hat insgesamt 6 Grammy Awards sowie 10 Austin Music Awards gewonnen. Fünf Mal gewann er einen W. C. Handy Award. 1984 war er nominiert als „Best Contemporary Blues Male Artist“, und im selben Jahr wurden ihm die Auszeichnungen „Entertainer of the Year“ und „Instrumentalist of the Year“ (1984 und 1985) zugesprochen. Im Jahr 2000 folgten die Auszeichnungen „Blues Album of the Year“ und „Contemporary Blues Album of the Year“ für die posthum veröffentlichte CD/DVD In Session" (mit Albert King).

## Diskografie

### Alben
Wenn nicht anders angegeben sind die Alben von Stevie Ray Vaughan and Double Trouble

| Jahr | Titel                                                                                 | Höchstplatzierung, Gesamtwochen, AuszeichnungChartplatzierungen (Jahr, Titel, Platzierungen, Wochen, Auszeichnungen, Anmerkungen) | Höchstplatzierung, Gesamtwochen, AuszeichnungChartplatzierungen (Jahr, Titel, Platzierungen, Wochen, Auszeichnungen, Anmerkungen) | Höchstplatzierung, Gesamtwochen, AuszeichnungChartplatzierungen (Jahr, Titel, Platzierungen, Wochen, Auszeichnungen, Anmerkungen) | Höchstplatzierung, Gesamtwochen, AuszeichnungChartplatzierungen (Jahr, Titel, Platzierungen, Wochen, Auszeichnungen, Anmerkungen) | Anmerkungen                                                                                      |
| Jahr | Titel                                                                                 | DE | CH | UK | US | Anmerkungen                                                                                      |
| ---- | ------------------------------------------------------------------------------------- | --- | --- | --- | --- | ------------------------------------------------------------------------------------------------ |
| 1983 | Texas Flood                                                                           | — | — | UK— GoldUK | US38 ×2Doppelplatin · (33 Wo.)US                                                                                                  | Erstveröffentlichung: 13. Juni 1983                                                              |
| 1984 | Couldn’t Stand the Weather                                                            | — | — | — | US31 ×2Doppelplatin · (38 Wo.)US                                                                                                  | Erstveröffentlichung: 15. Mai 1984                                                               |
| 1985 | Soul to Soul                                                                          | — | CH18 (3 Wo.)CH | — | US34 Platin · (39 Wo.)US | Erstveröffentlichung: 30. September 1985                                                         |
| 1986 | Live Alive                                                                            | — | — | — | US52 Platin · (25 Wo.)US | Erstveröffentlichung: 15. November 1986 Livealbum                                                |
| 1989 | In Step                                                                               | — | CH24 (6 Wo.)CH | UK63 (1 Wo.)UK | US33 ×2Doppelplatin · (47 Wo.)US                                                                                                  | Erstveröffentlichung: 6. Juni 1989 Grammy (Contemporary Blues Album)                             |
| 1990 | Family Style The Vaughan Brothers                                                     | — | CH24 (4 Wo.)CH | — | US7 Platin · (38 Wo.)US | Erstveröffentlichung: 25. September 1990 mit Jimmie Vaughan                                      |
| 1991 | The Sky Is Crying                                                                     | — | — | — | US10 ×2Doppelplatin · (48 Wo.)US                                                                                                  | Erstveröffentlichung: 5. November 1991 Aufnahmen von 1984–1989 Grammy (Contemporary Blues Album) |
| 1992 | In the Beginning                                                                      | — | — | — | US58 Gold · (12 Wo.)US | Erstveröffentlichung: 6. Oktober 1992 Liveaufnahme vom 1. April 1980 in Austin (Texas)           |
| 1995 | Greatest Hits                                                                         | — | — | — | US39 ×2Doppelplatin · (35 Wo.)US                                                                                                  | Best-of-Album                                                                                    |
| 1997 | Live at Carnegie Hall                                                                 | — | — | — | US40 Gold · (12 Wo.)US | Liveaufnahme vom 4. Oktober 1984 in der Carnegie Hall in New York                                |
| 1999 | The Real Deal: Greatest Hits Volume 2                                                 | — | — | — | US53 Gold · (17 Wo.)US | Erstveröffentlichung: 23. März 1999 Best-of-Album                                                |
| 2000 | Blues at Sunrise                                                                      | — | — | — | US80 (8 Wo.)US | Erstveröffentlichung: 4. April 2000 Kompilation                                                  |
| 2000 | SRV                                                                                   | — | — | — | US148 Gold · (5 Wo.)US | Erstveröffentlichung: 21. November 2000 Kompilation (Box mit 3 CDs + DVD)                        |
| 2001 | Live at Montreux 1982 & 1985                                                          | — | — | — | US178 (1 Wo.)US | Erstveröffentlichung: 20. November 2001 Liveaufnahmen                                            |
| 2002 | The Essential Stevie Ray Vaughan and Double Trouble                                   | — | — | UK— SilberUK | US165 Gold · (2 Wo.)US | Erstveröffentlichung: Oktober 2002 Best-of-Album                                                 |
| 2011 | In Session Albert King with Stevie Ray Vaughan                                        | DE— Gold (German Jazz Award)DE | — | — | US52 (3 Wo.)US | Liveaufnahme                                                                                     |
| 2014 | The Complete Epic Recordings Collection                                               | — | — | — | US6 (1 Wo.)US | Erstveröffentlichung: 24. Oktober 2014 Kompilation                                               |
| 2016 | Guitar Thunder: Radio Broadcast 1984 Jeff Beck & Stevie Ray Vaughan                   | — | — | — | US7 (1 Wo.)US | Liveaufnahme                                                                                     |
| 2016 | Happy New Year Blues Stevie Ray Vaughan with Lonnie Mack                              | — | — | — | US14 (1 Wo.)US | Liveaufnahme vom 31. Dezember 1986 im Fox Theatre in Atlanta                                     |
| 2016 | Old Jam, New Blood: Redux Club, Dallas 1987 Robert Cray Band feat. Stevie Ray Vaughan | — | — | — | US9 (2 Wo.)US | Liveaufnahme vom 21. Januar 1987 im Redux Club in Dallas                                         |

Weitere Alben
- 1998: Sugar Coated Love (Wiederveröffentlichung – mit Lou Ann Barton u. a.)
- 1999: Live at the El Mocambo
- 2000: Tin Pan Alley – Guitar Heroes Vol. 3 (Best of 1983–91, Label: Zounds, alle Titel digital remastered)
- 2006: Live in Tokyo
- 2007: Stevie Ray Vaughan & Friends – Solos, Sessions and Encores
- 2012: The Fire Meets the Fury
- 2014: The King’s Head – Legendary 1980 Radio Broadcast
- 2015: Spectrum, Philadelphia 23rd May 1988
- 2015: Bumbershoot Arts Festival 1985
- It’s still called the blues (mit Buddy Guy, aufgenommen live in Buddy Guy’s Legends Club, Chicago, 30. Juli 1989)

### Zusammenarbeiten
- 1971: A New Hi – Cast of Thousands
- 1983: Texas Twister – Johnny Copeland
- 1983: Soulful Dress – Marcia Ball
- 1983: Let’s Dance – David Bowie
- 1985: Strike Like Lightning – Lonnie Mack
- 1985: Twilight Time – Bennie Wallace
- 1985: Living for a Song – Roy Head
- 1986: Heartbeat – Don Johnson
- 1986: Gravity – James Brown
- 1986: Famous Blue Raincoat – Jennifer Warnes
- 1986: Emerald City – Teena Marie
- 1987: I’m in the Wrong Business – A.C. Reed
- 1987: Characters – Stevie Wonder
- 1988: Loaded Dice – Bill Carter
- 1988: Distant Drums – Brian Slawson
- 1989: Madre Dolcissima – Zucchero
- 1990: Under the Red Sky – Bob Dylan
- 1994: Bird Nest on the Ground – Doyle Bramhall
- 1999: In Session – Albert King

### Videoalben
- 1991: Pride and Joy (US: Platin)
- 1997: Live from Austin, Texas (US: ×2Doppelplatin )
- 1999: Live at the El Mocambo – 1983 (US: ×2Doppelplatin )
- 2004: Live at Montreux 1982 & 1985 (US: Platin)
- 2007: Live in Tokyo
- 2010: In Session (Deluxe Edt.; CD+DVD)
- 2014: Rise of a Texas Bluesman: 1954–1983

## Auszeichnungen für Musikverkäufe
| Goldene Schallplatte - Australien - 1986: für das Album Couldn’t Stand the Weather - Frankreich - 1995: für das Videoalbum Live at the El Mocambo – 1983 - 2001: für das Album Texas Flood - Kanada - 1986: für das Album Soul to Soul - 1989: für das Album In Step - 1991: für das Videoalbum Pride and Joy - 1996: für das Album Best of Stevie Ray Vaughn & Double Trouble - Neuseeland - 1991: für das Album Family Style - 1992: für das Album The Sky Is Crying | Platin-Schallplatte - Kanada - 1987: für das Album Live Alive - 1988: für das Album Couldn’t Stand the Weather - 1988: für das Album Texas Flood - 1990: für das Album Family Style - 1992: für das Album The Sky Is Crying - Neuseeland - 1986: für das Album Soul to Soul - 1987: für das Album Live Alive - 1989: für das Album In Step - 1996: für das Album Greatest Hits | 3× Platin-Schallplatte - Neuseeland - 1985: für das Album Couldn’t Stand the Weather 4× Platin-Schallplatte - Neuseeland - 1985: für das Album Texas Flood |

Anmerkung: Auszeichnungen in Ländern aus den Charttabellen bzw. Chartboxen sind in ebendiesen zu finden.
| Land/RegionAuszeichnungen für Musikverkäufe (Land/Region, Auszeichnungen, Verkäufe, Quellen) | Silber  | Gold       | Platin       | Verkäufe   | Quellen               |
| -------------------------------------------------------------------------------------------- | ------- | ---------- | ------------ | ---------- | --------------------- |
| Australien (ARIA)                                                                            | —       | Gold1      | —            | 35.000     | worldradiohistory.com |
| Deutschland (BVMI)                                                                           | —       | Gold1      | —            | 10.000     | musikindustrie.de     |
| Frankreich (SNEP)                                                                            | —       | 2× Gold2   | —            | 110.000    | snepmusique.com       |
| Kanada (MC)                                                                                  | —       | 4× Gold4   | 5× Platin5   | 655.000    | musiccanada.com       |
| Neuseeland (RMNZ)                                                                            | —       | 2× Gold2   | 11× Platin11 | 232.500    | Einzelnachweise       |
| Vereinigte Staaten (RIAA)                                                                    | —       | 5× Gold5   | 19× Platin19 | 14.100.000 | riaa.com              |
| Vereinigtes Königreich (BPI)                                                                 | Silber1 | Gold1      | —            | 160.000    | bpi.co.uk             |
| Insgesamt                                                                                    | Silber1 | 16× Gold16 | 35× Platin35 |            |                       |